# Daiqintala
Daiqintala (kinesiska: 代钦塔拉, 代钦塔拉苏木) är en socken i Kina. Den ligger i den autonoma regionen Inre Mongoliet, i den norra delen av landet, omkring 940 kilometer nordost om regionhuvudstaden Hohhot. Antalet invånare är 15525. Befolkningen består av 7 608 kvinnor och 7 917 män. Barn under 15 år utgör 16,0 %, vuxna 15-64 år 78 %, och äldre över 65 år 5,0 %.
Genomsnittlig årsnederbörd är 785 millimeter. Den regnigaste månaden är juli, med i genomsnitt 159 mm nederbörd, och den torraste är januari, med 4 mm nederbörd.